# Paolo Pileri
Paolo Pileri (* 31. Juli 1944 in Terni; † 13. Februar 2007 ebenda) war ein italienischer Motorradrennfahrer und Teammanager.

## Karriere
In der Motorrad-Weltmeisterschaft debütierte er im Jahr 1973, als er in der Klasse bis 125 cm³ eine DRS ohne größeren Erfolg einsetzte. In der zweiten Saisonhälfte wechselte er in die Klasse bis 250 cm³ und konnte mit einer privat eingesetzten Yamaha zwei vierte Plätze erringen.
Im darauffolgenden Jahr wurde Paolo Pileri für das Morbidelli-Werksteam verpflichtet und wechselte zurück in die Achtelliterklasse, wo er 1975 mit Siegen bei den Großen Preisen von Spanien, Österreich, Deutschland, beim Grand Prix der Nationen in Imola sowie den Rennen in den Niederlanden, Belgien und in Schweden überlegen Weltmeister vor seinem Teamgefährten Pier Paolo Bianchi wurde.
Nach dem dritten Platz in der Weltmeisterschaft des Jahres 1976 (hinter Weltmeister Bianchi und dem Star der kleinen Hubraumklassen in dieser Zeit, dem Spanier Ángel Nieto) wechselte Pileri 1977 zusammen mit dem Morbidelli-Team wieder in die Klasse bis 250 cm³, allerdings hatte das Team in den größeren Klasse mit Anfangsschwierigkeiten zu kämpfen. Beim Großen Preis von Österreich 1977 war Pileri im 350er-Rennen in einen Massenunfall verwickelt und musste in der Folge verletzungsbedingt pausieren. Sein Ersatz bei Morbidelli, Landsmann Mario Lega, gewann daraufhin den 250er-WM-Titel. 1978 feierte er in der Viertelliterklasse beim Großen Preis von Belgien seinen achten und letzten Grand-Prix-Sieg. 1979 beendete der Italiener seine Fahrerkarriere.
Mitte der 1980er Jahre war Paolo Pileri wieder als Teammanager im Motorradrennsport aktiv. Mit seinem Schützling Loris Capirossi konnte er 1990 und 1991 die Weltmeisterschaft in der Achtelliterklasse erringen, 1992 wurde sein Fahrer Fausto Gresini in der gleichen Klasse Vizeweltmeister.
Pileri starb am 13. Februar 2007 im Alter von 62 Jahren an einem Herzinfarkt.

## Erfolge
- 1975 – 125-cm³-Weltmeister auf Morbidelli
- 1978 – Italienischer 250-cm³-Meister auf Morbidelli
- 8 Grand-Prix-Siege

## Verweise